# GoF 1 alapelv
Az 1994-ben a Design Patterns: Elements of Reusable Object-Oriented Software (Programtervezési minták, Újrahasznosítható elemek objektumközpontú programokhoz) c. könyvben jelent meg. Az alapelv eredeti angol megfogalmazása: „Program to an interface, not an implementation”, azaz "Interfészre programozzunk, ne pedig implementációra! . Öröklődés során minden, az absztrakt műveletek konkretizálását végző osztály osztozik az interfészen, vagyis az interfészen változtatni az alosztályok illetve implementációs osztályok nem tudnak (még elrejteni sem tudják az öröklött/kapott műveleteket!). A konkrét osztályok „mindössze” új műveleteket adhatnak hozzá, illetve a meglévőket felüldefiniálhatják. Így viszont minden alosztály tud majd válaszolni az interfésznek megfelelő kérelmekre, amik lehetővé teszik, hogy a kliensek függetlenek legyenek az általuk felhasznált objektumok tényleges típusától (nem is kell őket ismerniük, így ez a lazán csatolás irányába tett nagy lépésként is értelmezhető), amíg az interfész megfelel a kliens által vártnak. A kliens így csak az interfésztől függ, és nem az implementációtól, vagyis anélkül cserélhetőek le a szolgáltatást nyújtó konkrét osztályok az interfész változatlanul hagyása melle
Akkor kényszerülünk implementációra programozni, ha az osztály felelősségi körét rosszul határoztuk meg és egy osztály több felelősségi kört is lefed (ami ellent mond az egy felelősség elvének - SRP), vagy egy felelősséget sem fed le teljesen. Ha a kódunkban találunk olyan részt, amely egy másik osztályra implementációjától függ, akkor az hibás tervre utal.
Ha implementációra programozunk és megváltozik az osztály, akkor a vele kapcsolatban álló osztályoknak is változniuk kell. Viszont, ha felületre programozunk, és megváltozik az implementáció, de a felület nem, akkor nem kell megváltoztatni a többi osztályt!
Az interfészre való programozás előnyei közé tartozik a 
karbantarthatóságtt, hogy az a kliensekre bármiféle kihatással lenne.

## Programozási példák

### Példa implementációra való programozásra (GoF 1 ellenpélda)

#### C#
```
class
 
LoggerRossz

    
{

        
// Mi van akkor ha én például egyéb módon is szeretnék logolni?

        
public
 
void
 
LogÜzenet
(
string
 
üzenet
)

        
{

            
// Logold ide ezt az üzenetet

        
}

        
public
 
string
[]
 
KéremAzUtolsó10Üzenetet
()

        
{

            
// mi van akkor, ha az osztály valamiért megváltozik

            
// és ez a metódus valamiért később List<string>-et ad vissza tömb helyett?

            
// Mindenhol át kéne írnunk a kódot, ahol meghívtuk ezt a funkciót!

            
return
 
new
 
string
[]

            
{

                
"1"
,
 
"2"
,
 
"3"
,
 
"4"
,
 
"5"
,
 
"6"
,
 
"7"
,
 
"8"
,
 
"9"
,
 
"10"

            
};

        
}

    
}

    
class
 
ValamilyenOsztály

    
{

        
public
 
void
 
ValamilyenMetódus
()

        
{

            
LoggerRossz
 
logger
 
=
 
new
 
LoggerRossz
();

            
string
[]
 
logs
 
=
 
logger
.
KéremAzUtolsó10Üzenetet
();

            
foreach
 
(
string
 
s
 
in
 
logs
)

            
{

                
Console
.
WriteLine
(
s
);

            
}

        
}

    
}

```

### Példa interfészre való programozásra (GoF 1)

#### C#
```
interface
 
ILogger

{

    
void
 
LogÜzenet
(
string
 
msg
);

    
IEnumerable
<
string
>
 
KéremAzUtolsó10Üzenetet
();

}

class
 
LoggerJó
 
:
 
ILogger

{

    
public
 
void
 
LogÜzenet
(
string
 
üzenet
)

    
{

        
// Logold ide az üzenetet

    
}

    
// Itt is figyelünk arra, hogy interfészre programozzunk!

    
// Tehát később, mikor valahol meghívjuk ezt a metódust

    
// bármilyen konkrét osztály bírja majd ezt kezelni, 

    
// ami implementálta az IEnumerable interfészt!

    
public
 
IEnumerable
<
string
>
 
KéremAzUtolsó10Üzenetet
()

    
{

        
return
 
new
 
string
[]

        
{

           
"1"
,
 
"2"
,
 
"3"
,
 
"4"
,
 
"5"
,
 
"6"
,
 
"7"
,
 
"8"
,
 
"9"
,
 
"10"

        
};

    
}

}

// Bővíthetőség

class
 
LogoljFelhőbe
 
:
 
ILogger

{

    
public
 
void
 
LogÜzenet
(
string
 
üzenet
)

    
{

        
// A felhőbe logoláshoz használj valamilyen web szolgáltatást

    
}

    
public
 
IEnumerable
<
string
>
 
GetLast10Messages
()

    
{

        
// hívj meg valamilyen web szolgáltatást és fecskendezd be az adatokat

        
return
 
new
 
string
[]

        
{

            
"1"
,
 
"2"
,
 
"3"
,
 
"4"
,
 
"5"
,
 
"6"
,
 
"7"
,
 
"8"
,
 
"9"
,
 
"10"

        
};

    
}

}

class
 
ValamilyenOsztály

{

    
// A paraméterben megadott logger tehát lehet bármilyen konkrét logger

    
// példány, ami implementálta az ILogger interfészt

    
// (pl ValamilyenMetódus(new LogoljFelhőbe()))

    
public
 
void
 
ValamilyenMetódus
(
ILogger
 
_logger
)

    
{

        
ILogger
 
logger
 
=
 
_logger
();

        
IEnumerable
<
string
>
 
logs
 
=
 
logger
.
KéremAzUtolsó10Üzenetet
();

        
foreach
 
(
string
 
s
 
in
 
logs
)

        
{

            
Console
.
WriteLine
(
s
);

        
}

    
}

}

class
 
ValamilyenOsztály2

{

    
public
 
void
 
ValamilyenMetódus
(
ILogger
 
_logger
)

    
{

        
ILogger
 
logger
 
=
 
_logger
;

        
IEnumerable
<
string
>
 
logs
 
=
 
logger
.
KéremAzUtolsó10Üzenetet
();

        
foreach
 
(
string
 
s
 
in
 
logs
)

        
{

            
Console
.
WriteLine
(
s
);

        
}

    
}

}

```